# Abu Hutana
Abu Hutana, das auch unter den Namen  Abu Hitana und Abu Hitanah bekannt ist, ist ein Fundplatz, der in spätrömischer Zeit als Standort eines Burgus genutzt wurde. Das Bauwerk befindet sich auf einem Hügel gleichen Namens südöstlich der heutigen Ortschaft Al Husayniyya al Janubiyya und westlich der Landstraße 15 mit der in diesem Bereich parallel dazu verlaufenden Hedschasbahn in Jordanien, Gouvernement Ma'an.

## Lage
Nördlich des Tells schließt an dessen Fuß das weit streuende Einzugsgebiet des nach Norden abfließenden Wadi Burma an. Östlich begrenzt das Wadi ar-Ruwayshid den Hügel. 5,50 Kilometer nördlich befindet sich in Sichtweite eine weitere spätrömische Steinturmstelle. Die antike Bebauung wurde auf einer im Ypresium entstandenen Kalk-Hornstein-Stufe errichtet, die über Kreidemergeln des Paleozän liegt. Namensgebend für diese Stufe war der Jebel Umm Rijam, der rund drei Kilometer südöstlich von Jurf ed Darawish liegt. Abu Hutana gehörte zu einer Kette kleiner römischer Posten, die eine Verbindung zwischen dem großen spätantiken Kastell Dajaniya über den Wachturm am Tell Burma und dem Wachturm Qasr el-Bint zur kleinen Garnison von Jurf ed-Darawish herstellte.

## Forschungsgeschichte
Mit dem britischen Archäologen George Macrae Findlater, der unter anderem in führenden Positionen für das British Institute in Amman arbeitete, kam es während der von ihm geleiteten „Dana Archaeological Survey“ (DAS) zwischen 1994 und 1996 unter anderem zu einer Untersuchung des Burgus, bei der auch eine Skizze der sichtbaren Befunde entstand. Weitere Forschungen fanden 2001 durch das umfangreiche „Da'janiya Hinterland Survey Project“ mit einer Expedition zum Kastell Dajaniya und seinem weiteren Einzugsgebiet statt. Diese Forschungen unter der Leitung des amerikanischen Archäologen John Rucker konnten mit Unterstützung des jordanischen Antikendienstes sowie einem Stipendium des American Center of Oriental Research - Council of American Overseas Research Centers stattfinden. Die Auswertung des keramischen Fundmaterials lag in den Händen des für seine Arbeiten am Limes Arabicus bekannten amerikanischen Provinzialrömischen Archäologen Samuel Thomas Parker (1950–2021). Die Fundstätte ist Ziel von Raubgrabungen.

## Baugeschichte

Centenarium Gasr Duib, Limes Tripolitanus: Die noch erhaltenen Baureste des Erdgeschosses mit den nachrömischen Veränderungen

Der bereits lange bekannte, über mehrere Zeitstellungen immer wieder genutzte Fundort besteht aus einer gemauerten Anlage, die über einem bereits vorgeschichtlich besuchten Areal errichtet wurde. Nach seiner primären Nutzungszeit wurde das Bauwerk durch sekundäre Körperbestattungen zweckentfremdet. Die gesamte Hügelkuppe ist mit Hornsteinbruchstücken und Geröllen bedeckt. Alles Gestein ist mit einem starken Wüstenlack überzogen. Die Dichte der an diesem Ort anzutreffenden prähistorischen Fundstücke aus Stein beträgt zumeist mehr als fünf Stück pro Quadratmeter. Der Gesamtdurchmesser dieser Hornsteinlagerstätte umfasst rund 300 Meter. Unter dem Hornstein tritt weißer Kalkstein an die Oberfläche. Dadurch, dass sich der Kalkstein sehr deutlich von dem mit dunklem Wüstenlack überzogenen Oberflächengestein abhebt, lassen sich nahe der Fundstätte mehrere moderne Gräben erkennen, die durch Planierraupen entstanden sind.
Das aus dem weißen Kalkstein errichtete quadratische Bauwerk hat nach Rucker einen rund 15 × 15 Meter umfassenden Grundriss, nach Findlater sind es 18 × 18 Meter. Das Gestein ist stark verwittert und offenbar zumeist in sich zusammengebrochen. Daher ist der tatsächliche Aufbau der umfassenden Wände unklar. Es wird letztendlich aber nicht deutlich, ob der sichtbare ruinöse Zustand mehr dem verfallenden Kalkstein oder dem aufgetragenen Mörtel beziehungsweise Putz zuzuschreiben ist. Lediglich in einigen Raubgräben sind die Baustrukturen deutlicher. In einem dieser Raubschächte wird ein zwei Meter langer und 1,30 Meter hoher Abschnitt der inneren nördlichen Außenwand erkennbar. Er besteht aus kleinformatigen unregelmäßig geformten Kalksteinen, von denen keiner größer als 0,30 Meter ist. Es haben sich jedoch verstreut um das Bauwerk einige Bruchsteine erhalten, die wesentlich größer sind. Maximal besitzen diese bruchrauen Steine eine Größe von 0,75 × 0,50 × 0,30 Meter. Die äußere Seite der Umfassungsmauer ist ohne Ausgrabungen nicht sichtbar, doch die Baureste lassen auf eine Mauerstärke von rund einem Meter schließen.
Die bei Findlater wiedergegebene Skizze von Abu Hutana lässt aufgrund der Größe und inneren Struktur dieser Anlage an Bauten des Limes Tripolitanus wie das Centenarium Gasr Duib denken. Dieser Bau, ein 16,25 × 15 Meter (= 0,02 Hektar) großer Burgus, wurde um 246 n. Chr. errichtet.

## Nachrömische islamische Bestattungen
Es wurden mindestens vier Körpergräber innerhalb des Bauwerks eingebracht. Diese Angabe beruht auf den sichtbaren Spuren ihrer Beraubung und den verstreut liegenden menschlichen Überresten. Auf die Ausrichtung der Gräber und nähere Merkmale kann anhand der Raubschächte nicht geschlossen werden. Aus dem Vorhandensein der os coxae zweier Individuen lässt sich indes schließen, dass sowohl Männer als auch Frauen an diesem Platz begraben wurden. Etwa 20 Meter östlich des Bauwerks befindet sich eine weitere Reihe von Raubschächten. Hier deutet das Fehlen menschlicher Überreste jedoch darauf hin, dass die Verbrecher an dieser Stelle weniger erfolgreich waren.

## Datierung
Parker nutzte ein stratigraphisches Schema, das der vereinfachten Zuordnung für die gesicherten römischen und byzantinischen Funde und Befunde dient. Dieses Schema hatte der Archäologe und Keramikexperte James A. Sauer (1945–1999) im Jahr 1973 aufgestellt und war von Parker 2006 überarbeitet worden. Rucker konnte zweiundsiebzig Scherben sammeln, von denen 22 näher untersucht wurden. Die letztendlich näher auswertbare Keramik datiert wie folgt:
| Anzahl | Zeitstellung            | Bemerkung                               |
| ------ | ----------------------- | --------------------------------------- |
| 19     | frührömisch-nabatäisch  | ca. 63 v. Chr. – 135 n. Chr.            |
| 1      | spätrömisch             | ca. 135–324 n. Chr.; aus frühen Strata  |
| 49     | frührömisch/spätrömisch | ca. 63 v. Chr–324 n. Chr.; Wandscherben |

Findlater ergänzte diese Liste noch mit spätbyzantinischen Scherben. Auf Grundlage dieser Datierungen scheint der Tell bereits lange vor der militärischen Erstbesetzung des spätantiken Kastells Dajaniya genutzt worden zu sein. Von diesem Standort aus hatte der Grenzschutz eine eindrucksvolle Sicht nach Norden, Süden und Westen in Richtung Dajaniya. Im Osten begrenzt eine Hügelkette den Fernblick, wodurch der militärische Nutzen des Standorts zwar gemindert wird, doch insgesamt bleibt der Ausblick beeindruckend. Damit handelt es sich bei diesem Ort um einen Platz von großer militärischer Bedeutung. Jeder Militärstratege müsste hier eine mit dem Kastell Dajaniya verbundenen Militärstation erwarten. Möglicherweise ist die erhaltene Baustruktur jedoch bereits älter als das Kastell.